# F. C. Dinamo de Kiev
Fútbol Club Dinamo de Kiev (en ucraniano: ФК Динамо Київ, y oficialmente: Futbolny Klub Dynamo Kyiv) es un club de fútbol de Kiev, la capital de Ucrania, fundado en 1927, parte de la sociedad deportiva Dinamo. El club disputa sus partidos como local en el Estadio Olímpico de Kiev y actualmente juega en la Liga Premier de Ucrania.
Desde su fundación, el Dinamo ha participado en todas las ediciones de la Primera División de la Unión Soviética y, tras el colapso de la URSS en 1991, la Liga Premier. Ha ganado trece campeonatos de liga soviéticos, dieciséis ligas de Ucrania, nueve Copas soviéticas, doce Copas ucranianas, tres Supercopas soviéticas, cinco Supercopas ucranianas. En el plano internacional, el club ostenta de dos Recopas de Europa y una Supercopa de Europa, lo que convierte al Dinamo en el equipo más laureado de la extinta Unión Soviética y el único, junto al Dinamo de Moscú, que nunca descendió de categoría.
El equipo formaba parte de la sociedad deportiva Dinamo de la Unión Soviética y, como tal, su escudo siempre ha sido la tradicional «D» cirílica. Los colores del equipo son el blanco, de la primera equipación, y el azul, como visitante. El club tiene una importante infraestructura deportiva, además de su propio estadio, el Lobanovsky Dynamo, nombre que recibe por la leyenda del club Valeri Lobanovsky. Además de Lobanovsky, el Dinamo ha aportado varios grandes jugadores a la selección soviética y ucraniana como Oleg Blokhin, Igor Belanov, Oleg Protassov, Aleksandr Zavarov, Andriy Shevchenko o Serhiy Rebrov.
El Dinamo es el equipo más seguido y popular de Ucrania. Su principal rival es el Shakhtar Donetsk, el club más importante del este de Ucrania y símbolo de la zona rusófona del país, por lo que los duelos entre ambos, conocidos como el Derbi de Ucrania, tienen connotaciones históricas y políticas. Durante la época soviética su tradicional rival fue el Spartak Moscú, el equipo más popular de Moscú y Rusia, con quien disputaba el Derbi soviético.

## Historia

### Fundación

Dínamo Kiev de 1928

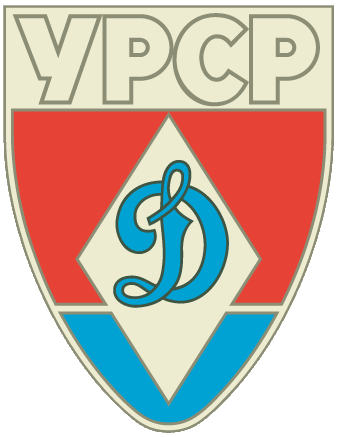
Escudo del club (1972-89).

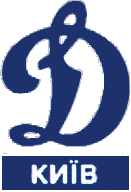
Escudo del club (1989-96).

El 13 de mayo de 1927 se registró oficialmente el estatuto de la sociedad deportiva proletaria "Dynamo" de Kiev por la comisión especial de asuntos de las organizaciones públicas y los sindicatos del okrug de Kiev. Antes, en Moscú, la sociedad deportiva Dinamo de toda la Unión fue formada en 1923 por iniciativa de Félix Dzerzhinski. Bajo la bandera de Dynamo se reunieron los representantes de la GPU (el Directorio Político del Estado, es decir, la policía secreta soviética) y los mejores futbolistas de los que defendían los honores de la "Sovtorgsluzhashchie" (los vendedores de la Unión Soviética). Sin embargo, la dirección del Dynamo no se atrevió a reorganizar el club en mitad de la temporada y por lo tanto la primera mención sobre el club de fútbol Dynamo se encuentra el 5 de abril de 1928 en el periódico en lengua rusa Vecherni Kiev ("Noche de Kiev").
Fue entonces cuando por iniciativa de Semen Zapadny, jefe de la GPU de Kiev, que el equipo de fútbol se creó definitivamente. Su segundo, Serhiy Barminsky, comenzó a formar el equipo no solo a base de chekistas regulares (los miembros de la policía secreta soviética), sino también con futbolistas de otros clubes de la ciudad. Todos los futbolistas eran parte del equipo de la ciudad o de los campeones de la ciudad. El equipo recién creado jugó su primer partido oficial el 1 de julio de 1928 contra un equipo de la ciudad durante su visita a Bila Tserkva. Ya en el quinto minuto los hombres de Dynamo abrieron el marcador, sin embargo al final el club perdió 1-2.
El próximo partido jugado por el Dynamo fue el 17 de julio de 1928 en contra el Dynamo de la ciudad portuaria de Odesa. A medida que el club ganó más experiencia y jugó de forma regular, comenzó a llenar el estadio con más espectadores y el fútbol ganó en popularidad general en la Ucrania soviética.
Con el paso de los años, el Dinamo de Kiev fue transformándose en una equipo cada vez más potente. En 1936 se convirtió en uno de los miembros fundadores de la liga de la URSS. En el partido inaugural del campeonato el Dinamo cayó 5-1 contra el Dínamo de Moscú. El club terminó la primera Liga Supremo URSS como subcampeón.
Muy pronto, aquel Dinamo de Kiev empezó a suministrar jugadores a la selección nacional de la URSS, llegando hasta nueve de sus miembros a jugar en el seleccionado soviético.

### El Partido de la Muerte
Una historia singular del equipo es la del "Partido de la Muerte", que sucedió en 1942, estando Ucrania ocupada por la Alemania nazi. En verano de 1942, la selección nacional de la Wehrmacht propuso al FC Start, un equipo formado mayormente por exjugadores del Dynamo, jugar un partido en el Estadio municipal. Los alemanes fueron muy confiados al encuentro, puesto que ellos eran deportistas preparados y los jugadores del Dynamo, aunque eran futbolistas profesionales, estaban mal alimentados y su indumentaria era precaria. Comenzó el partido con las gradas a rebosar, y con los principales militares de la Wehrmacht en Ucrania en el palco. De momento, todo iba bien para los invasores y los alemanes meten el primer gol de la tarde, pero todo se tuerce para los alemanes y terminan el primer tiempo perdiendo 2 a 1 contra el Dynamo. A los vestuarios llega un oficial alemán y advierte a los jugadores del Dynamo que los alemanes jamás habían perdido un partido en territorios ocupados, y que si ganaban el partido serían todos fusilados. Los jugadores volvieron al campo y, haciendo caso omiso de la amenaza, metieron el tercer gol a los alemanes. El estadio se vino abajo y, sin dar crédito a lo que veían, las gradas vieron como el FC Start marcaba el cuarto gol. Antes de llegar a los 60 minutos de partido, el árbitro dio por finalizado el encuentro y los jugadores del FC Start fueron arrestados. Posteriormente algunos fueron enviados a campos de concentración donde morirían.
Tras la caída de la Unión Soviética en 1991, esta versión de la historia ha sido rechazada por historiadores y testigos ucranianos.
La historia inspiró dos películas: La película húngara de 1961 “Két félidő a pokolban” y la película estadounidense de 1981 Evasión o victoria.
Este crimen fue confesado durante los juicios de Núremberg.

### Los años dorados
Tras la Segunda Guerra Mundial tuvieron que pasar nueve años para que el Dinamo de Kiev levantara su primer trofeo.
La Copa soviética de 1954, donde ningún rival consiguió frenar al equipo ucraniano: ni el Spartak Vilnus (4-2), ni el Spartak de Moscú (3-1), ni el CDKA (hoy CSKA, 3-1 en la prórroga), ni el Zenit de Leningrado (1-0 en la prórroga) ni el Spartak Ereván en la final (2-1).

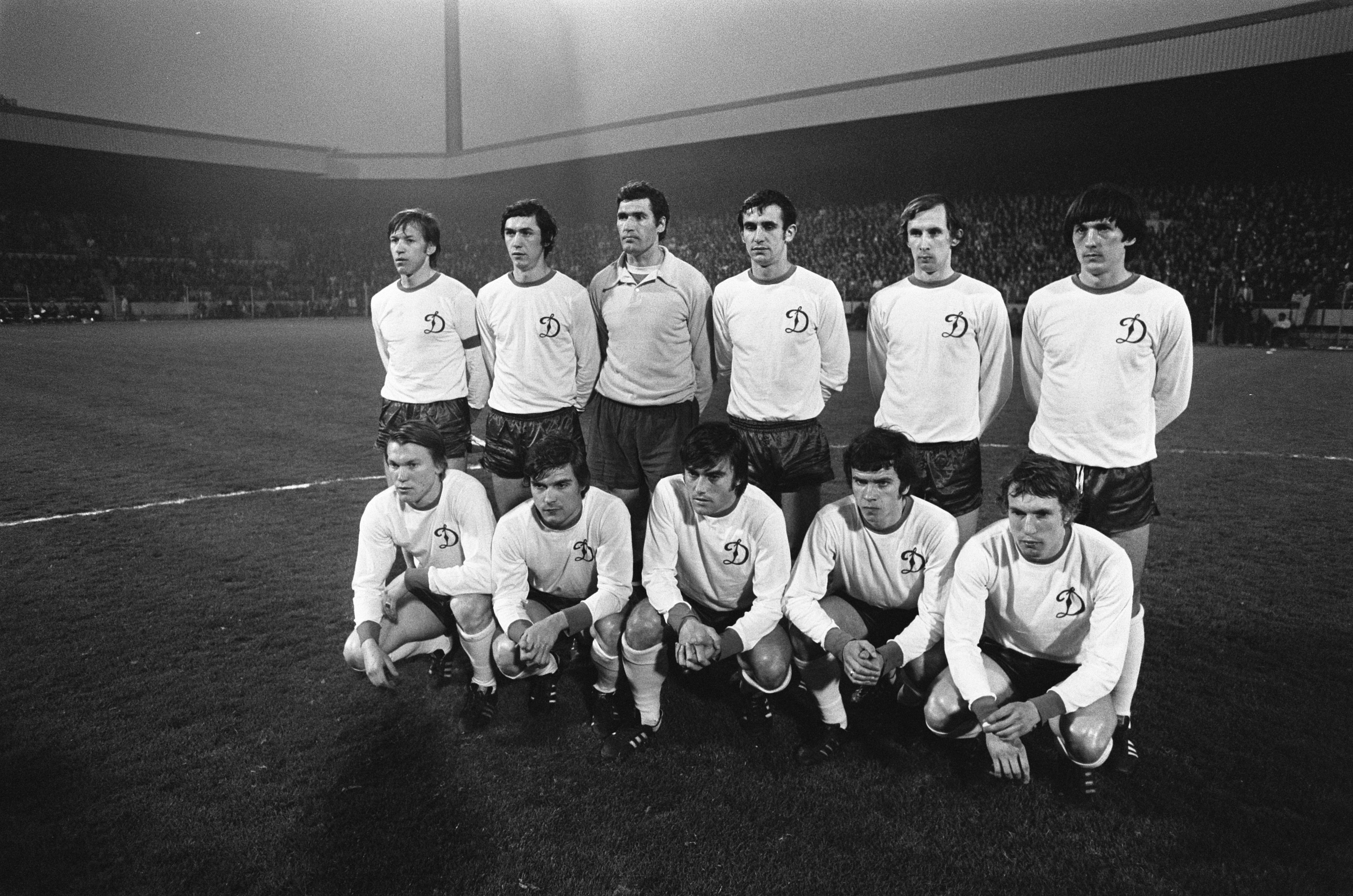
Equipo del Dinamo en 1975 que venció al PSV en las semifinales de la Recopa de Europa de ese año, que acabó ganando. En la fila inferior, el primero a la izquierda, está Oleg Blojín, máxima estrella del Dinamo y proclamado Balón de Oro en esa misma temporada.

A finales de la década de los 50 se produjo una pequeña revolución en las filas del Dinamo y muchos jugadores veteranos abandonaron el club y dejaron su puesto a jóvenes talentos.
El club se proclamó subcampeón de liga en 1960 y un año después se proclamó por primera vez campeón de la Liga Soviética. Por primera vez en la historia, un equipo de fuera de Moscú se adjudicaba el título del Primera División de la Unión Soviética.
El Dinamo de Kiev, que parecía poder comenzar una época de éxitos continuados quedó quinto en la liga de 1962, y séptimo al año siguiente, llevando a la desilusión a sus aficionados. En cambio, los blanquiazules volvieron a encontrar la senda los títulos a las órdenes de un nuevo entrenador, Viktor Maslov, que en 1964 supo conducir al conjunto hasta su segunda Copa de la URSS. Un año después, los pupilos de Maslov comparecieron por primera vez en la Recopa de la UEFA y llegaron hasta cuartos de final, donde sucumbieron ante el Celtic de Glasgow escocés.
En 1966, los de Kiev, consiguieron el doblete de liga y Copa nacionales, Andriy Biba fue elegido Mejor Jugador del Año de la URSS y, al igual que otros cinco componentes del Dinamo, se colgó la medalla de bronce con la selección nacional en la Copa Mundial de la FIFA celebrada en Inglaterra. También en 1967 y en 1968 consiguió el equipo ucraniano el título.
El club de Kiev conoció por fin la fama internacional durante la era de Valeri Lobanovsky. El "héroe de Ucrania" estuvo 16 años (1974-1990) al timón y cosechó más de 15 títulos. Los mayores éxitos fueron sin duda los dos triunfos en la Recopa de Europa (1975 y 1986) y en la Supercopa de Europa (1975).

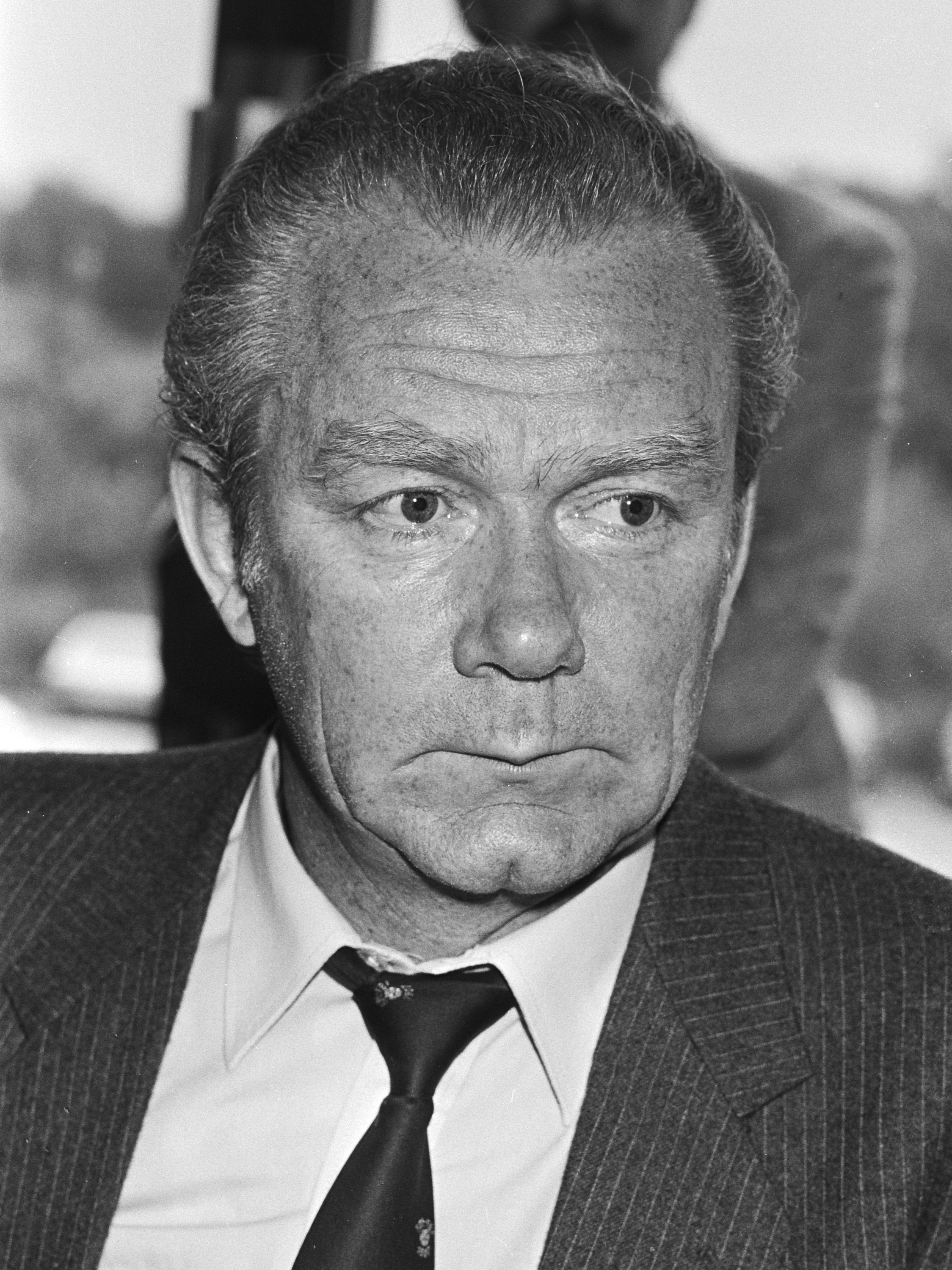
Valeri Lobanovsky.

La primera Recopa fue conseguida en 1975 superando en la final al Ferencvárosi TC 3-0 en final celebrada en Basilea con un gol de Oleg Blokhin y dos de Vladimir Onyschenko. En este equipo destacaban jugadores como Oleg Blokhin, Petro Slobodian o Leonid Buriak y fue la primera vez que un equipo soviético conseguía un título europeo. La victoria en este trofeo dio al equipo ucraniano la posibilidad de jugar la Supercopa de Europa contra el FC Bayern de Múnich en el que jugaban jugadores de la talla de Franz Beckenbauer, Gerd Müller o Karl-Heinz Rummenigge, sin embargo el equipo ucraniano se hizo con la victoria. El partido terminó con 3-0 y el autor de los tres goles Oleh Blokhin, por su gran actuación, fue nombrado por France Football como el mejor jugador de Europa al recibir el Balón de Oro.
La siguiente Liga soviética se conquistó en 1977.
Los blanquiazules se despidieron de jugadores como Volodymyr Muntyan, Volodymyr Troshkin y Víctor Matvienko - tres jugadores que habían contribuido en gran medida a las victorias europeas. Sin embargo, el Dínamo logró ganar la Copa de la URSS al derrotar a Shakhtar Donetsk en la final y el acabado en segundo lugar en la Liga.
Valeri Lobanovsky renunció a su cargo de entrenador en 1983 para convertirse en el entrenador del equipo nacional de la URSS. La posterior temporadas el Dinamo terminó con las manos vacías y sólo con el retorno de Lobanovsky en 1985, los blanquiazules volvieron a convertirse en una fuerza dominante consiguiendo el doblete (superando a Shakhtar Donetsk en la final de copa 2:1).
El Dinamo volvería a coronarse campeón de la Recopa en la temporada 1985/86 con un equipo que contaba con jugadores como Aleksandr Zavarov, Igor Belánov, Vasiliy Rats o el veterano Oleg Blokhin. Su rival en la final disputada en el Stade Gerland, en Lyon fue el Atlético de Madrid que contaba con jugadores como Ubaldo Fillol, Clemente Villaverde, Jorge Da Silva o Quique Setién. El resultado final fue 3-0 a favor de los soviéticos.
Sin embargo en su segunda participación en la Supercopa de Europa no pudo hacerse con el título tras caer derrotado 1-0 en el partido que lo enfrentó con el Steaua de Bucarest que contaba con jugadores como Helmuth Duckadam, Miodrag Belodedici, László Bölöni o Marius Lăcătuş.
En la penúltima temporada de la URSS el Dynamo Kiev volvió a conseguir títulos haciéndose de nuevo con la liga y la copa en 1990.

### Tras la caída de la URSS y el cambio de milenio
Tras el desmembramiento de la Unión Soviética, el Dinamo de Kiev fue uno de los clubes fundacionales de la nueva Liga Premier de Ucrania (1992/93).
El primer campeonato de la Ucrania independiente fue una fuerte decepción para los blanquiazules. El campeón de la primera liga ucraniana resultó ser el SC Tavriya Simferopol.

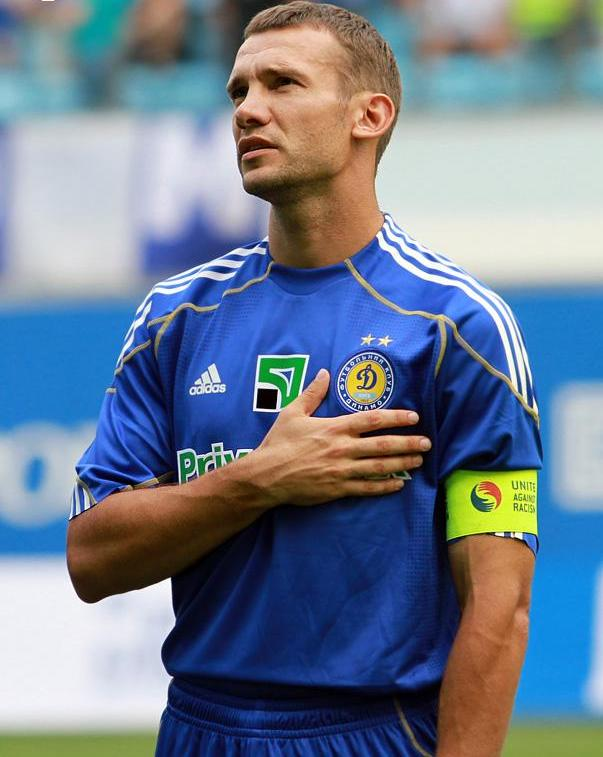
Andriy Shevchenko, ídolo, goleador y figura máxima del Dinamo.

Tras este fracaso el club consiguió, en la Liga ucraniana, establecer su abrumadora supremacía con la consecución de nueve títulos de liga seguidos y cinco Copas nacionales entre 1993 y 2001. Esta supremacía se logró pese a la emigración de las grandes estrellas del Dinamo a occidente: Alexander Zavarov fichó por la Juventus de Turín, Igor Belanov por el Borussia Mönchengladbach, Alexei Mijailichenko por la Sampdoria y Oleg Kuznetsov por el Glasgow Rangers.
El exitoso club ucraniano también ha causado algún que otro revuelo en la Copa de Europa de Campeones de Liga, es decir, en la Liga de Campeones de la UEFA. En 1997/98, los blanquiazules, con un gran equipo formado por jugadores como Alekséi Gerasimenko, Andriy Husin, Yuriy Dmitrulin, y, sobre todo, Andriy Shevchenko y Serhiy Rebrov, cayeron en cuartos de final contra el Juventus de Turín de Paolo Montero, Zinedine Zidane, Didier Deschamps, Filippo Inzaghi y Alessandro Del Piero. En la siguiente temporada, el Bayern de Múnich de Oliver Kahn, Lothar Matthäus, Stefan Effenberg y Mario Basler fue el encargado de despedirlos de la competición en semifinales.
Pese a las eliminaciones del club, dos de sus jugadores, Andriy Shevchenko (1998/99) y Serhiy Rebrov (1999/2000), se ciñeron la corona de máximo goleador de la Liga de Campeones de la UEFA. El principal artífice del éxito fue una vez más el técnico Lobanovski, quien, después de breves estancias en Kuwait y en los Emiratos Árabes Unidos, regresó al Dinamo para aferrar otra vez el cetro desde 1997 hasta 2002.
Lobanovskiy murió en 2002 y su ayudante, el exjugador Alekséi Mijaylichenko se hizo cargo del equipo, pero no pudo evitar la caída del Dínamo y vio como el FC Shakhtar Donetsk se hizo con el título en 2002. Pero el club de Kiev volvió a la senda del triunfo y consiguió la liga en 2003 y 2004.

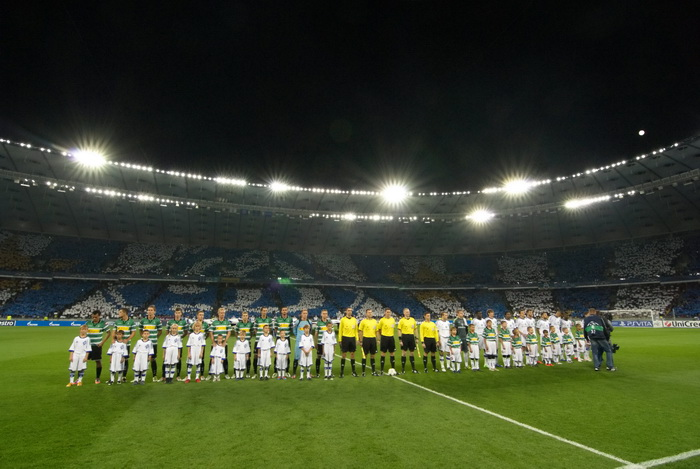
Dínamo Kiev ante el Borussia Mönchengladbach en 2012.

Tras quince años consecutivos logrando al menos un título nacional por temporada, en 2008 los blanquiazules terminaron por primera vez una campaña sin trofeo de liga ni de Copa. La sequía tan sólo duró un año. En 2009, bajo las órdenes de Yuri Semin, el Dinamo se proclamó campeón de la liga nacional y se metió en las semifinales de la Copa de la UEFA, donde cayó ante el Shakhtar Donetsk que a la postre sería el campeón. En este equipo destacaban jugadores como Roman Eremenko, Miloš Ninković, Ismaël Bangoura o Andriy Yarmolenko.
Tras la consecución de la liga en 2009, el equipo estuvo cinco años seguidos sin ganar la liga, a pesar de contar de nuevo con Andriy Shevchenko, aunque ya al borde del retiro. Para poner fin a esta sequía el club fichó en septiembre de 2012 a Oleg Blokhin como entrenador. Finalmente, se volvió a conseguir el título de liga en 2015.

## Uniforme

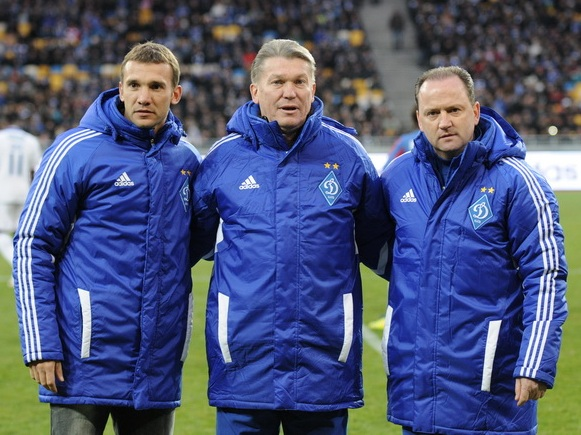
Andriy Shevchenko, Oleh Blokhin y Igor Belanov.

Los colores tradicionales del Dynamo son el blanco y el azul oscuro, pero el blanco es el color predominante, como es habitual en los equipos de la sociedad deportiva Dynamo soviética. A lo largo de su historia el club ha jugado por lo general con una camiseta blanca y pantalón azul, hasta 1961, cuando una banda azul se añadió brevemente a la camiseta. A pesar de que fue retirado poco después, en 2004 la gestión del club decidió restaurar la franja como talismán. Se añadió a la segunda equipación y permaneció allí hasta el comienzo de la temporada 2008-09, cuando fue sustituido por un uniforme con una camiseta blanca con finas rayas azules verticales, la primera vez en más de 50 años que el club usó ese diseño.

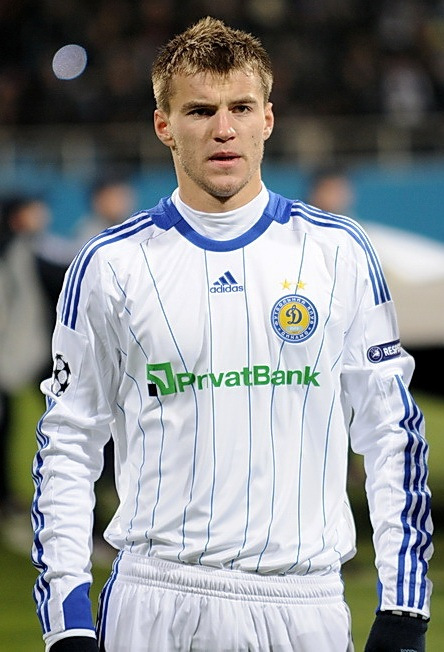
Andriy Yarmolenko con un clásico uniforme del Dynamo.

Durante las dos últimas temporadas antes de la desintegración de la Unión Soviética, la equipación del Dynamo fue similar a la del Metalist, con camisetas amarillas y pantalones azules. Ese uniforme en ese momento contenía un significado simbólico, pues representaba los colores de la bandera nacional de Ucrania aún no adoptados. En los primeros años de la independencia de Ucrania, el club cambió su color amarillo para el blanco tradicional. No obstante el azul seguía siendo uno de los colores de Dynamo y sigue siendo un color principal de la segunda equipación del club.
Los patrocinadores actuales del club, Adidas y el banco ucraniano PrivatBank, figuran en la camiseta del equipo y el primero es el fabricante deportivo de las equipaciones.

### Era entreguerras
| 1927—1930 | 1930—1935 | 1936—1941 |

### Era del «F.K. Start»
| 1941–45 |

### Era soviética posguerra
| 1945—1951 | 1952—1960 | 1960—1970 | 1970—1980 | RC-SC 1975 | 1990—1991 |

### Independencia de Ucrania
| 1991—1993 | 1996—2001 | 2001—2002 | 2002—2003 | 2003—2004 | 2005—2006 | 2006—2008 |
| 2008—2010 | 2010-2012 | 2012-2014 | 2014-2016 | 2016-2018 | 2018-2019 | 2019-2020 |
| 2020-2021 | 2021-2022 | 2022–23   | 2023–24   | 2024–25   |           |           |

### Patrocinio
| Período   | Proveedor   | Patrocinador   |
| --------- | ----------- | -------------- |
| 1975–1987 | Adidas      | –              |
| 1987      | Adidas      | Commodore      |
| 1987–1988 | Adidas      | OCRIM          |
| 1988–1989 | Adidas      | –              |
| 1989      | Duarig      | FISAC          |
| 1989–1990 | Admiral     | FISAC          |
| 1991      | Admiral     | Lufthansa      |
| 1992–1994 | Umbro       | Lufthansa      |
| 1994–1995 | Umbro       | –              |
| 1996      | Umbro       | Prominvestbank |
| 1996–2004 | Adidas      | Prominvestbank |
| 2004–2006 | Adidas      | EnergoHolding  |
| 2006      | Adidas      | Ukrtelecom     |
| 2007–2013 | Adidas      | PrivatBank     |
| 2013–2014 | Adidas      | Nadra Bank     |
| 2015–2018 | Adidas      | No To Racism   |
| 2018–2021 | New Balance | –              |
| 2023–     | New Balance | àbank          |

| 1. |

## Estadio

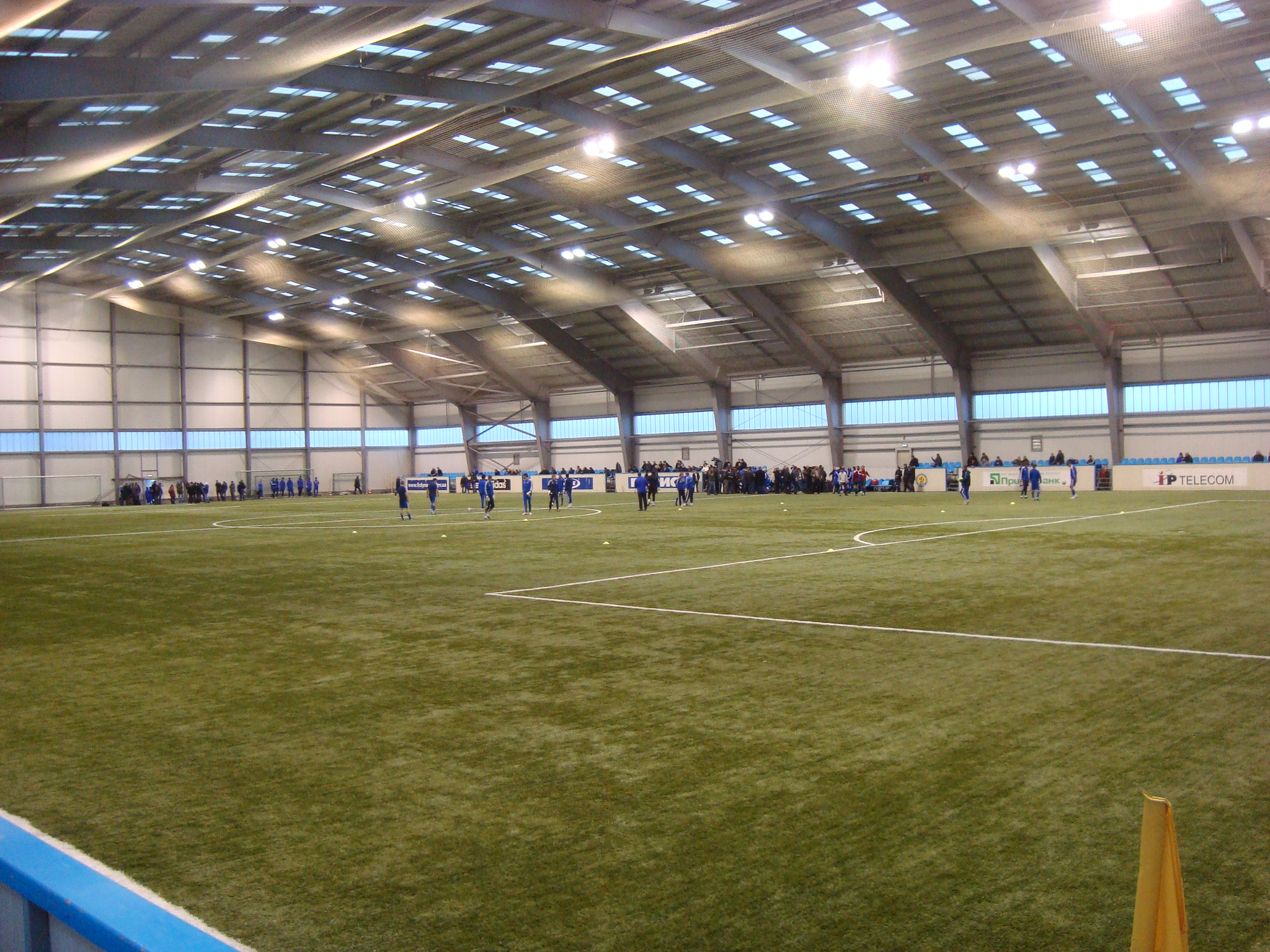
Estadio Lobanovskyi Dynamo (arriba) y el Centro de entrenamiento Dinamo (abajo).

Estadio Olímpico de Kiev.

La sede del club es el estadio Lobanovskyi Dynamo, situado en un pintoresco parque situado en el centro de la ciudad, cerca de la orilla del río Dnieper. El estadio tiene capacidad para 16.873 espectadores y ha sido la sede del club desde 1934, momento en el que su capacidad era de 23.000 espectadores. El estadio fue reconstruido en 1954 después de haber sido destruido en 1941 durante la Segunda Guerra Mundial. A finales del siglo XX, el estadio ha sido modificado una vez más, convirtiéndose en un estadio únicamente de fútbol, con asientos individuales instalados, lo que redujo la capacidad actual. En 2002, después de la repentina muerte del veterano exjugador y entrenador del Dinamo, Valeriy Lobanovskyi, el estadio fue rebautizado en su honor. Después de que el NSK Olympiyskyi fuese cerrado para reconstruirse en 2008, el Dinamo volvió a jugar sus partidos europeos en el estadio Lobanovsky.
Sin embargo, debido a la alta demanda de partidos europeos del club durante toda su historia europea, el Dinamo jugó la mayoría de sus partidos como local en Kiev en el estadio más grande de Ucrania, el Complejo Deportivo Nacional Olympiysky, históricamente conocido como el estadio Republicano, que tenía capacidad para 83.450 espectadores. En el estadio se ha celebrado la Copa de Ucrania desde su partido inaugural, en 1992, hasta 2007. El recinto estuvo cerrado debido a una importante reconstrucción en 2008, después de que Ucrania y Polonia fuesen elegidas para albergar la UEFA Euro 2012. El Olympiysky fue sede principal de Kiev y albergó la final, ya que es un estadio elite de la UEFA.
Debido a la Invasión rusa a Ucrania, el equipo no puede ejercer su localía en el estadio olímpico en competencias internacionales como la Champions League y la Europa League, por lo cual por motivos de seguridad, hacen de local en el Volksparkstadion, que es propiedad del Hamburgo S.V..

### Otras instalaciones
El equipo también cuenta con una base de entrenamiento modernamente equipada, el Centro de entrenamiento Dinamo, en el distrito de Kiev Koncha-Zaspa. El club mantiene su propia escuela de fútbol para niños y jóvenes, que también se encuentra en Kiev. Los equipos júnior del Dinamo se conocen coloquialmente como Dinamo-2 y Dinamo-3. Su equipo de reservas, llamados "doble" (дубль) tanto en ucraniano como en ruso, participa en el torneo nacional de reservas, donde compite contra todos los equipos de la Liga Premier. Muchos notables jugadores del primer equipo del Dynamo Kiev han progresado a través de la cantera del club, entre los cuales se encuentra Andriy Shevchenko.

## Rivalidades

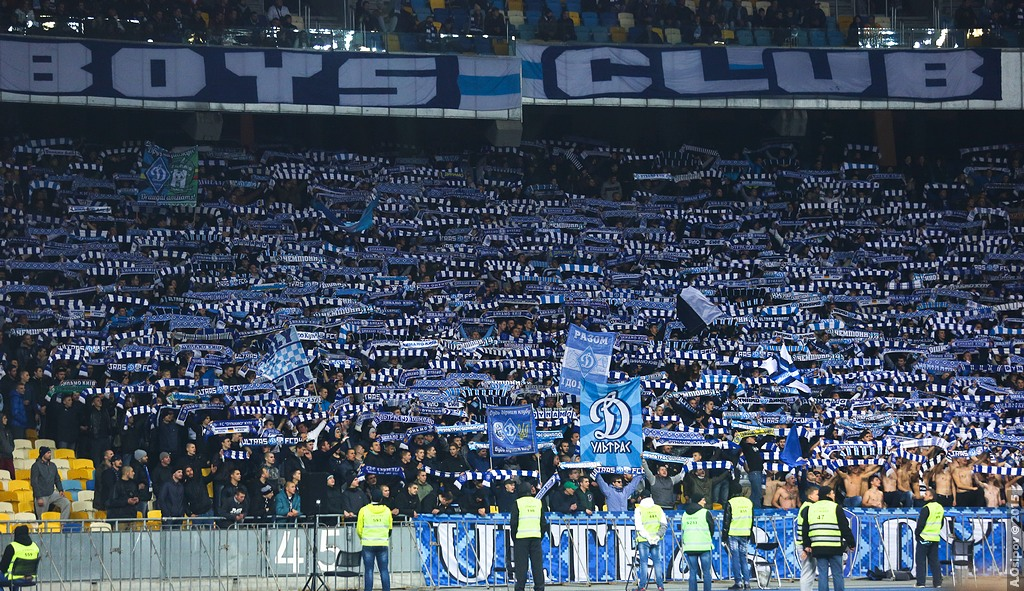
Ultras del Dinamo durante un derbi contra el Shakhtar en 2015.

El movimiento de aficionados del Dinamo es uno de los más antiguos de Ucrania. El apoyo activo comenzó en la década de 1980 durante el período soviético (RSS de Ucrania). Luego comenzó a aparecer el primer grafiti con el logotipo del equipo y se registró una de las peleas más grandes en la Unión Soviética: los ultras del Dinamo contra los fanáticos del Spartak Moscú en el centro de Kiev. Los partidos contra el Spartak, el «equipo del pueblo» ruso, eran conocidos como el Derbi soviético, ya que se trataba de los dos clubes más fuertes de las dos repúblicas soviéticas más importantes. En la década de 1990, en las gradas se hizo popular el hooliganismo inglés.
Los ultras del Dinamo generalmente están asociados con la derecha política y muchos se adhieren a las ideas nacionalistas. Históricamente, con frecuencia tenían acciones patrióticas (nacionalismo ucraniano) y fuertemente anticomunistas. Durante el periodo de Viktor Yanukovich, los ultras tenían malas relaciones con el gobierno, causadas por las persecuciones de los hinchas y otros factores políticos. La acción más publicitada fue "Libertad a Pavlichenko" (en ucraniano: Волю Павліченкам) en apoyo de los presos políticos padre e hijo Pavlichenko. Los ultras del Dinamo participaron en las celebraciones del Día de la Independencia de Ucrania y del Día de los Héroes.
El partido más importante de Ucrania en la actualidad es el derbi ucraniano contra el Shakhtar Donetsk, equipo de la región del Donbass de mayoría prorrusa, que siempre se celebra en un ambiente muy tenso. Dinamo mantiene relaciones amistosas con el Karpaty Lviv, Dnipro Dnipropetrovsk (Braty po zbroyi; Banda de Hermanos), Hutnik Kraków y con los ultras del Zalgiris Vilnius. Las relaciones más tensas son con el Shakhtar Donetsk, Chornomorets Odesa, Metalist Járkov, Spartak Moscú y Legia Varsovia. Ahora todos los ultras han declarado una tregua debido a la guerra en el este de Ucrania. El Dinamo juega el derbi de Kiev con el Arsenal Kiev, una fuerte rivalidad también debido a la política, ya que los ultras del Arsenal son fuertemente izquierdistas.

## Jugadores

### Números retirados
- 12 –  Aficionados

## Entrenadores
- Mijaíl Tovarsky (1936 – 1937)
- Vladimir Fomin (1938)
- Mijaíl Pechenuy (1939 – 1940)
- Mijaíl Butusov (1940 – 1941)
- Nikolay Makhinya (1944 – 1945)
- Lev Korchebokov (1945 – 1946)
- Boris Apukhtin (1946)
- Konstantin Shegodsky (1947)
- Mijaíl Sushkov (1948)
- Mijaíl Okunj (1949)
- Evgeny Fomin (1950)
- Oleg Ochenkov (1951 – 1956, 1959)
- Víktor Shilovski (1957 – 1958)
- Vyacheslav Soloviev (1959 – 1962)
- Víktor Terentiev (1963)
- Víktor Maslov (1964 – 1970)
- Aleksandr Sevidov (1971 – 1973)
- Valeri Lobanovski (1973 – 1982)
- Yuri Morozov (1983 – 1984)
- Valeri Lobanovski (1984 – 1990)
- Myjaylo Koman (1990 – 1991)
- Anatoli Puzach (1991 – 1993)
- Mijaíl Fomenko (1993 – 1994)
- Yozhef Sabo (1994 – 1996)
- Valeri Lobanovski (1997 – 2002)
- Alekséi Mijailichenko (2002 – 2004) (2019 - 2020)
- Yozhef Sabo (2004 – 2005)
- Leonid Buryak (2005)
- Anatoli Demianenko (2005 – 2007)
- Yozhef Sabo (2007)
- Oleg Luzhniy (2007; interino)
- Yuri Semin (2007 – 2009)
- Valeri Gazzaev (2009 – 2010)
- Oleg Luzhniy (2010; interino)
- Yuri Semin (2010 – 2012)
- Oleg Blojin (2012 – 2014)
- Serhiy Rebrov (2014 – 2017)
- Aliaksandr Jatskevich (2017 – 2019)
- Mircea Lucescu (2020 – 2023)
- Oleksandr Shovkovski (2023 – Presente)

## Palmarés

### Torneos nacionales (64)
Ligas nacionales: 30
- Primera División de la URSS (13): 1961, 1966, 1967, 1968, 1971, 1974, 1975, 1977, 1980, 1981, 1985, 1986, 1990. (Récord)

- Liga Premier de Ucrania (17): 1992-93, 1993-94, 1994-95, 1995-96, 1996-97, 1997-98, 1998-99, 1999-00, 2000-01, 2002-03, 2003-04, 2006-07, 2008-09, 2014-15, 2015-16, 2020-21, 2024-25 (Récord)

Copas nacionales: 22
- Copa de la URSS (9): 1954, 1964, 1966, 1974, 1978, 1982, 1985, 1987, 1990.

- Copa de Ucrania (13): 1993, 1996, 1998, 1999, 2000, 2003, 2005, 2006, 2007, 2014, 2015, 2020, 2021. (Récord Compartido)

Supercopas nacionales: 12
- Supercopa de la URSS (3): 1980, 1985, 1986. (Récord)
- Supercopa de Ucrania (9): 2004, 2006, 2007, 2009, 2011, 2016, 2018, 2019, 2020. (Récord)

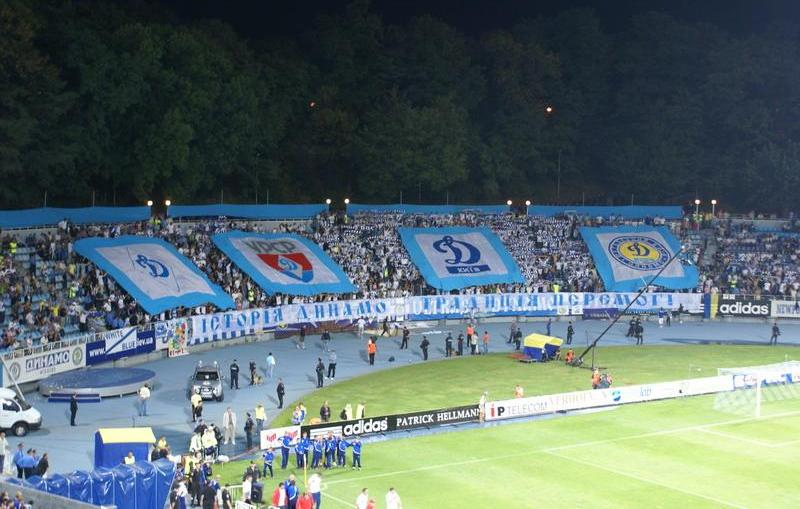
Aficionados del Dinamo.

### Títulos internacionales (3)
- Recopa de Europa (2): 1974-75, 1985-86.
- Supercopa de Europa (1): 1975.
- Subcampeón de la Supercopa de Europa (1): 1986.

### Torneos amistosos (7)

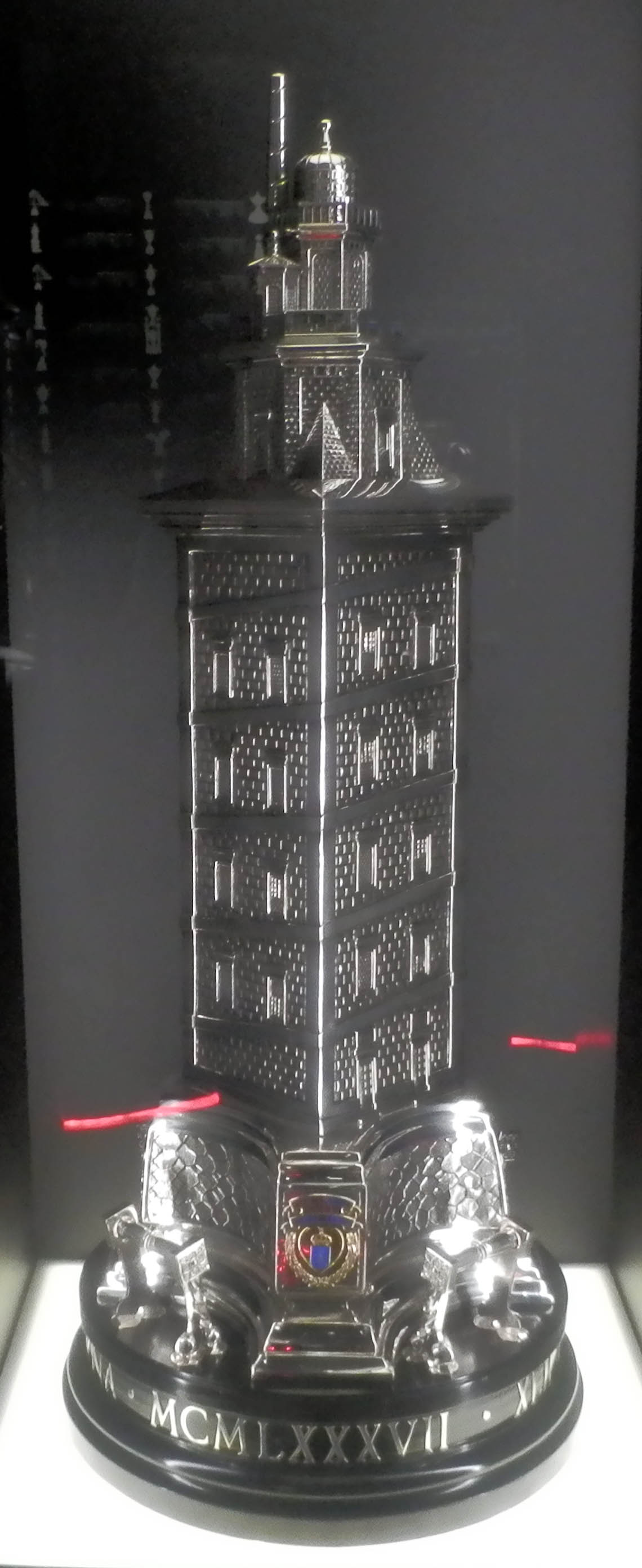
El Dinamo de Kiev ganó el Trofeo Teresa Herrera en 1981 y 1982.

- Trofeo Ciudad de Valladolid (2): 1973, 1974.
- Trofeo Mohamed V (1): 1975.
- Trofeo Teresa Herrera (2): 1981, 1982.
- Trofeo Ciudad de Vigo (1): 1985.
- Trofeo Santiago Bernabéu (1): 1986.

### Juvenil

#### Unión Soviética
- Primera División Juvenil de la Unión Soviética (15): 1949, 1963, 1965, 1966, 1968, 1972, 1974, 1976, 1977, 1980, 1981, 1982, 1983, 1985, 1990.

### Fútbol femenino

#### Torneos nacionales
- Liga Premier Femenina de Ucrania (1): 1992.[18]
- Copa Femenina de Ucrania (1): 1992.

## Estadísticas

### Partidos destacados
- Mayor goleada: Dinamo Kiev 9-0 FC Illychivets Mariupil (Premier League de Ucrania - 31 de octubre de 2010).[5]

- Mayor derrota: CSKA Moscú 7-0 Dinamo Kiev (Top League soviética - 27 de mayo de 1945).[5]

- Mayor goleada en competición europea: Dinamo Kiev 8-0 Barry Town (UEFA Champions League - 22 de julio de 1998).[5]

- Mayor derrota en competición europea: Benfica 5-0 Dinamo Kiev (UEFA Champions League - 1 de abril de 1992).[5]

### Estadísticas en competiciones UEFA
| Torneo                       | Temp. | PJ  | PG  | PE  | PP  | GF  | GC  | Dif. | Puntos | Mejor posición |
| ---------------------------- | ----- | --- | --- | --- | --- | --- | --- | ---- | ------ | -------------- |
| Liga de Campeones de la UEFA | 41    | 264 | 109 | 57  | 98  | 369 | 324 | +45  | 275    | Semifinal      |
| Recopa de Europa             | 4     | 30  | 20  | 6   | 4   | 71  | 27  | +44  | 46     | Campeón        |
| Liga Europa de la UEFA       | 21    | 131 | 47  | 42  | 42  | 174 | 156 | +18  | 136    | Semifinal      |
| Liga Conferencia de la UEFA  | 1     | 4   | 1   | 0   | 3   | 4   | 6   | -2   | 2      | Play-Off       |
| Supercopa de Europa          | 2     | 3   | 2   | 0   | 1   | 3   | 1   | +2   | 4      | Campeón        |
| Total                        | 69    | 432 | 179 | 105 | 148 | 621 | 514 | +107 | 463    | 3 títulos      |

| Estadísticas por temporada  | Estadísticas por temporada | Estadísticas por temporada | Estadísticas por temporada | Estadísticas por temporada | Estadísticas por temporada | Estadísticas por temporada | Estadísticas por temporada | Estadísticas por temporada | Estadísticas por temporada |
| Competición                 | Resultado                  | PJ                         | PG                         | PE                         | PP                         | GF                         | GC                         | Dif.                       | Puntos                     |
| --------------------------- | -------------------------- | -------------------------- | -------------------------- | -------------------------- | -------------------------- | -------------------------- | -------------------------- | -------------------------- | -------------------------- |
| Recopa de Europa 1965-66    | Cuartos de final           | 6                          | 4                          | 1                          | 1                          | 17                         | 6                          | +11                        | 13                         |
| Copa de Europa 1967-68      | Segunda Ronda              | 4                          | 1                          | 2                          | 1                          | 5                          | 5                          | 0                          | 5                          |
| Copa de Europa 1969-70      | Segunda Ronda              | 4                          | 2                          | 1                          | 1                          | 6                          | 4                          | +2                         | 7                          |
| Copa de Europa 1972-73      | Cuartos de final           | 6                          | 3                          | 1                          | 2                          | 6                          | 5                          | +1                         | 10                         |
| Copa de la UEFA 1973-74     | Tercera Ronda              | 6                          | 5                          | 0                          | 1                          | 10                         | 4                          | +6                         | 15                         |
| Recopa de Europa 1974-75    | Campeón                    | 9                          | 8                          | 0                          | 1                          | 16                         | 5                          | +11                        | 24                         |
| Supercopa de Europa 1975    | Campeón                    | 2                          | 2                          | 0                          | 0                          | 3                          | 0                          | +3                         | 6                          |
| Copa de Europa 1975-76      | Cuartos de final           | 6                          | 4                          | 1                          | 1                          | 10                         | 5                          | +5                         | 13                         |
| Copa de Europa 1976-77      | Semifinal                  | 8                          | 6                          | 0                          | 2                          | 14                         | 3                          | +11                        | 18                         |
| Copa de la UEFA 1977-78     | Primera Ronda              | 2                          | 0                          | 2                          | 0                          | 1                          | 1                          | 0                          | 2                          |
| Copa de Europa 1978-79      | Segunda Ronda              | 4                          | 2                          | 1                          | 1                          | 4                          | 3                          | +1                         | 7                          |
| Copa de la UEFA 1979-80     | Tercera Ronda              | 6                          | 3                          | 1                          | 2                          | 7                          | 5                          | +2                         | 10                         |
| Copa de la UEFA 1980-81     | Primera Ronda              | 2                          | 0                          | 2                          | 0                          | 1                          | 1                          | 0                          | 2                          |
| Copa de Europa 1981-82      | Cuartos de final           | 6                          | 2                          | 3                          | 1                          | 4                          | 4                          | 0                          | 9                          |
| Copa de Europa 1982-83      | Cuartos de final           | 4                          | 3                          | 0                          | 1                          | 6                          | 4                          | +2                         | 9                          |
| Copa de la UEFA 1983-84     | Primera Ronda              | 2                          | 0                          | 1                          | 1                          | 0                          | 1                          | -1                         | 1                          |
| Recopa de Europa 1985-86    | Campeón                    | 9                          | 6                          | 2                          | 1                          | 26                         | 8                          | +18                        | 20                         |
| Copa de Europa 1986-87      | Semifinal                  | 8                          | 4                          | 2                          | 2                          | 16                         | 7                          | +9                         | 14                         |
| Supercopa de Europa 1987    | Subcampeón                 | 1                          | 0                          | 0                          | 1                          | 0                          | 1                          | -1                         | 0                          |
| Copa de Europa 1987-88      | Primera Ronda              | 2                          | 1                          | 0                          | 1                          | 1                          | 2                          | -1                         | 3                          |
| Copa de la UEFA 1989-90     | Tercera Ronda              | 6                          | 3                          | 2                          | 1                          | 10                         | 3                          | +7                         | 11                         |
| Recopa de Europa 1990-91    | Cuartos de final           | 6                          | 2                          | 3                          | 1                          | 12                         | 8                          | +4                         | 9                          |
| Copa de Europa 1991-92      | Tercera Ronda              | 10                         | 5                          | 1                          | 4                          | 9                          | 13                         | -4                         | 16                         |
| Copa de la UEFA 1992-93     | Segunda Ronda              | 4                          | 1                          | 0                          | 3                          | 5                          | 10                         | -5                         | 3                          |
| Liga de Campeones 1993-94   | Primera Ronda              | 2                          | 1                          | 0                          | 1                          | 4                          | 5                          | -1                         | 3                          |
| Liga de Campeones 1994-95   | Fase de grupos             | 8                          | 2                          | 1                          | 5                          | 8                          | 15                         | -7                         | 7                          |
| Liga de Campeones 1995-96   | Ronda Previa               | 2                          | 2                          | 0                          | 0                          | 4                          | 1                          | +3                         | 6                          |
| Liga de Campeones 1996-97   | Ronda Previa               | 2                          | 0                          | 0                          | 2                          | 2                          | 6                          | -4                         | 0                          |
| Copa de la UEFA 1996-97     | Primera Ronda              | 2                          | 0                          | 1                          | 1                          | 1                          | 2                          | -1                         | 1                          |
| Liga de Campeones 1997-98   | Cuartos de final           | 12                         | 6                          | 3                          | 3                          | 25                         | 14                         | +11                        | 21                         |
| Liga de Campeones 1998-99   | Semifinal                  | 14                         | 7                          | 4                          | 3                          | 28                         | 14                         | +14                        | 25                         |
| Liga de Campeones 1999-2000 | Segunda fase de grupos     | 16                         | 8                          | 3                          | 5                          | 25                         | 19                         | +6                         | 27                         |
| Liga de Campeones 2000-01   | Primera fase de grupos     | 8                          | 1                          | 3                          | 4                          | 8                          | 9                          | -1                         | 6                          |
| Liga de Campeones 2001-02   | Primera fase de grupos     | 8                          | 2                          | 2                          | 4                          | 10                         | 12                         | -2                         | 8                          |
| Copa de la UEFA 2002-03     | Tercera Ronda              | 2                          | 0                          | 1                          | 1                          | 1                          | 3                          | -2                         | 1                          |
| Liga de Campeones 2002-03   | Primera fase de grupos     | 10                         | 5                          | 2                          | 3                          | 14                         | 11                         | +3                         | 17                         |
| Liga de Campeones 2003-04   | Primera fase de grupos     | 8                          | 4                          | 1                          | 3                          | 13                         | 9                          | +4                         | 13                         |
| Liga de Campeones 2004-05   | Fase de grupos             | 8                          | 4                          | 1                          | 3                          | 14                         | 10                         | +4                         | 13                         |
| Copa de la UEFA 2004-05     | Dieciseisavos de final     | 2                          | 0                          | 1                          | 1                          | 0                          | 2                          | -2                         | 1                          |
| Liga de Campeones 2005-06   | Segunda Ronda              | 2                          | 0                          | 1                          | 1                          | 2                          | 3                          | -1                         | 1                          |
| Liga de Campeones 2006-07   | Fase de grupos             | 10                         | 3                          | 3                          | 4                          | 18                         | 20                         | -2                         | 12                         |
| Liga de Campeones 2007-08   | Fase de grupos             | 8                          | 2                          | 0                          | 6                          | 8                          | 19                         | -11                        | 6                          |
| Liga de Campeones 2008-09   | Fase de grupos             | 10                         | 5                          | 3                          | 2                          | 16                         | 9                          | +7                         | 18                         |
| Copa de la UEFA 2008-09     | Semifinal                  | 8                          | 2                          | 4                          | 2                          | 11                         | 9                          | +2                         | 10                         |
| Liga de Campeones 2009-10   | Fase de grupos             | 6                          | 1                          | 2                          | 3                          | 7                          | 9                          | -2                         | 5                          |
| Liga de Campeones 2010-11   | Ronda de Play-Off          | 4                          | 2                          | 1                          | 1                          | 8                          | 4                          | +4                         | 7                          |
| Liga Europea 2010-11        | Cuartos de final           | 12                         | 6                          | 4                          | 2                          | 21                         | 9                          | +12                        | 22                         |
| Liga de Campeones 2011-12   | Tercera Ronda Previa       | 2                          | 0                          | 0                          | 2                          | 1                          | 4                          | -3                         | 0                          |
| Liga Europa 2011-12         | Fase de grupos             | 8                          | 3                          | 4                          | 1                          | 10                         | 8                          | +2                         | 13                         |
| Liga de Campeones 2012-13   | Fase de grupos             | 10                         | 4                          | 2                          | 4                          | 13                         | 14                         | -1                         | 14                         |
| Liga Europea 2012-13        | Dieciseisavos de final     | 2                          | 0                          | 1                          | 1                          | 1                          | 2                          | -1                         | 1                          |
| Liga Europea 2013-14        | Dieciseisavos de final     | 10                         | 5                          | 2                          | 3                          | 19                         | 12                         | +7                         | 17                         |
| Liga Europea 2014-15        | Cuartos de final           | 12                         | 7                          | 1                          | 4                          | 22                         | 14                         | +8                         | 22                         |
| Liga de Campeones 2015-16   | Octavos de final           | 8                          | 3                          | 3                          | 2                          | 9                          | 7                          | +2                         | 12                         |
| Liga de Campeones 2016-17   | Fase de grupos             | 6                          | 1                          | 2                          | 3                          | 8                          | 6                          | +2                         | 5                          |
| Liga de Campeones 2017-18   | Tercera Ronda              | 2                          | 1                          | 0                          | 1                          | 3                          | 3                          | 0                          | 3                          |
| Liga Europea 2017-18        | Octavos de final           | 12                         | 5                          | 5                          | 2                          | 21                         | 15                         | +6                         | 20                         |
| Liga de Campeones 2018-19   | Ronda de Play-Off          | 4                          | 1                          | 2                          | 1                          | 4                          | 4                          | 0                          | 5                          |
| Liga Europea 2018-19        | Octavos de final           | 10                         | 4                          | 3                          | 3                          | 13                         | 17                         | -4                         | 15                         |

### Goleadores
Actualizado el 17 de octubre de 2017.
| #   | Nombre               | Temporada            | Partidos | Goles |
| --- | -------------------- | -------------------- | -------- | ----- |
| 1°  | Oleh Blojín          | 1969-1987            | 582      | 266   |
| 2°  | Serhiy Rebrov        | 1992-2000; 2005-2007 | 242      | 163   |
| 3°  | Maksim Shatskikh     | 1999-2008            | 328      | 142   |
| 4°  | Andriy Yarmolenko    | 2007-2017            | 351      | 135   |
| 5°  | Andriy Shevchenko    | 1994-1999; 2009-2012 | 249      | 124   |
| 6°  | Artem Milevskiy      | 2002-2012            | 278      | 87    |
| 7°  | Víktor Kanevski      | 1953-1964            | 195      | 85    |
| 8°  | Leonid Buriak        | 1973-1984            | 408      | 82    |
| 9°  | Viktor Kolotov       | 1971-1981            | 292      | 81    |
| 10° | Víktor Serébrianikov | 1959-1971            | 334      | 79    |

### Presencias
Actualizado el 17 de mayo de 2018.
| #  | Nombre               | Años                 | Liga | Copa | Europa | Otros | Total |
| -- | -------------------- | -------------------- | ---- | ---- | ------ | ----- | ----- |
| 1  | Oleksandr Shovkovski | 1993–2016            | 426  | 59   | 144    | 8     | 637   |
| 2  | Oleh Blojín          | 1969–1987            | 432  | 67   | 79     | 4     | 582   |
| 3  | Oleg Gusev           | 2003–2016; 2017–2018 | 295  | 43   | 98     | 6     | 442   |
| 4  | Anatoli Demianenko   | 1979–1990; 1992–1993 | 347  | 46   | 43     | 3     | 439   |
| 5  | Leonid Buriak        | 1973–1984            | 304  | 51   | 51     | 2     | 408   |
| 6  | Volodymyr Veremeyev  | 1968–1982            | 310  | 45   | 44     | 2     | 401   |
| 7  | Vladimir Muntyan     | 1965–1977            | 302  | 34   | 35     | 0     | 371   |
| 8  | Volodímir Bezsónov   | 1976-1990            | 277  | 47   | 39     | 4     | 367   |
| 9  | Serhiy Rebrov        | 1992–2000; 2005–2007 | 242  | 44   | 72     | 2     | 360   |
| 10 | Vladislav Vashchuk   | 1993–2002; 2005–2008 | 254  | 41   | 62     | 0     | 357   |

- Otros: Se refiere a la Supercopa y Copa de la Federación de la URSS.